# Calceolaria biflora
Calceolaria biflora är en toffelblomsväxtart som beskrevs av Jean-Baptiste de Lamarck. Calceolaria biflora ingår i släktet toffelblommor, och familjen toffelblomsväxter. Inga underarter finns listade i Catalogue of Life.

## Bildgalleri

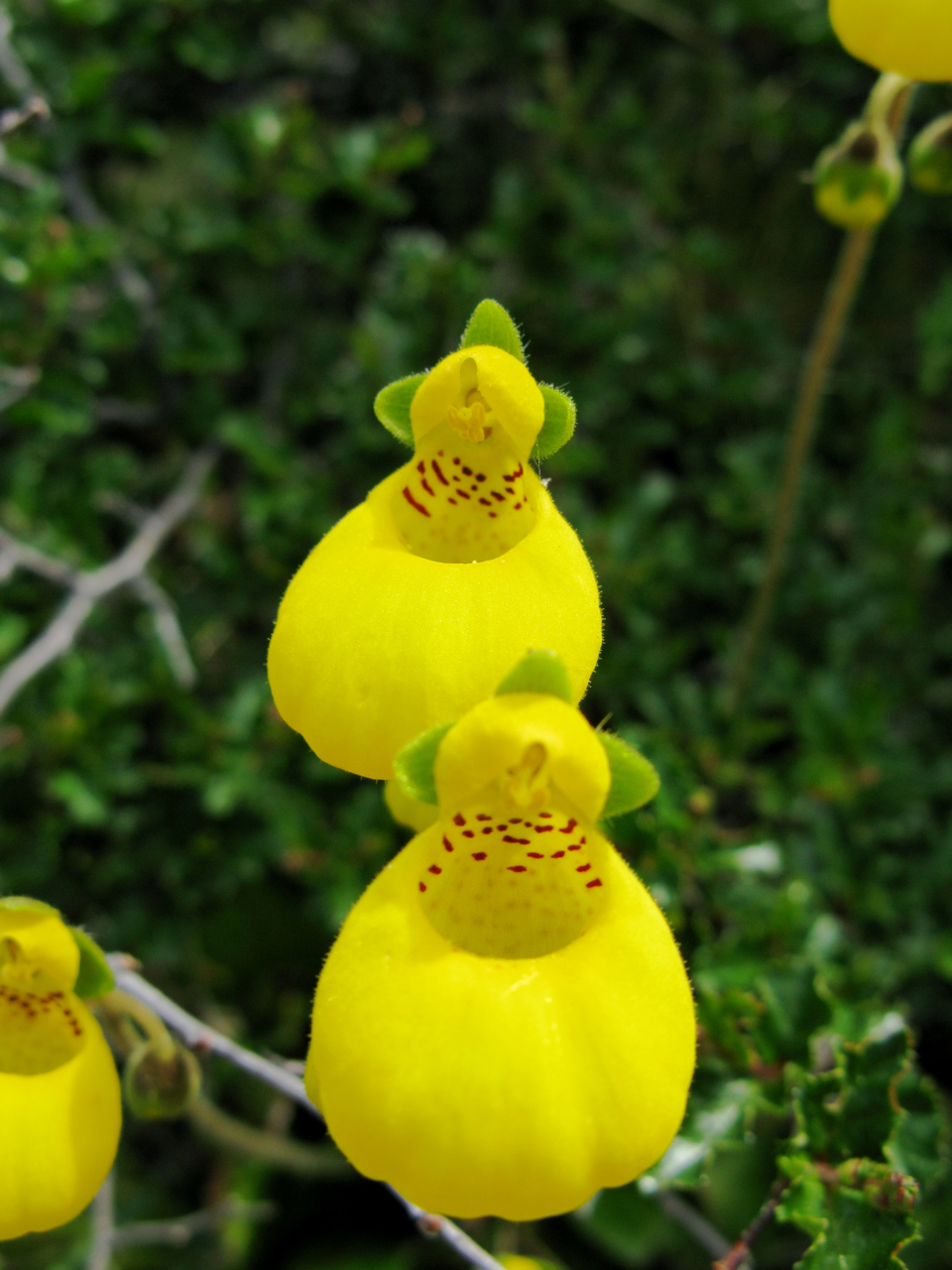
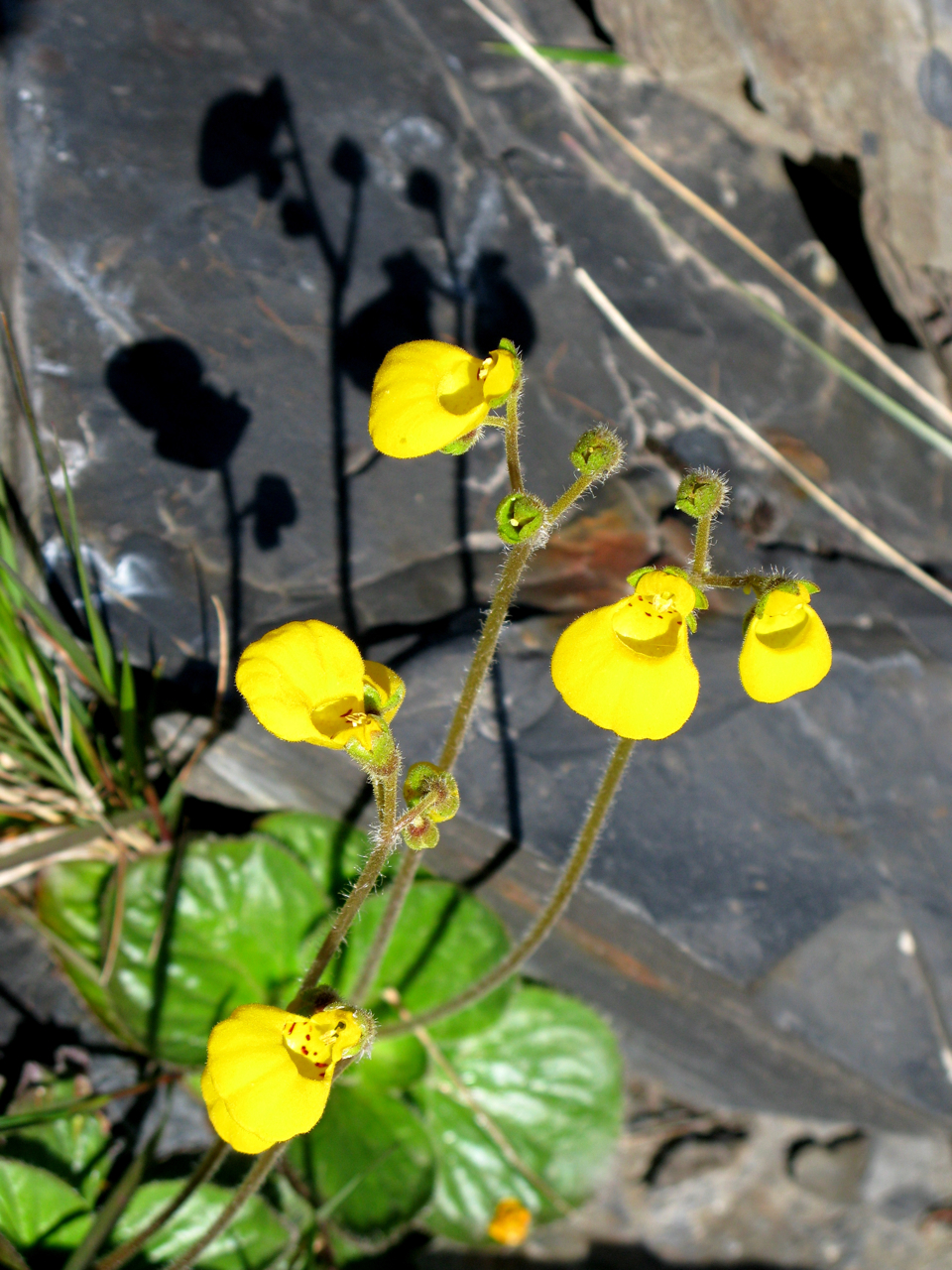
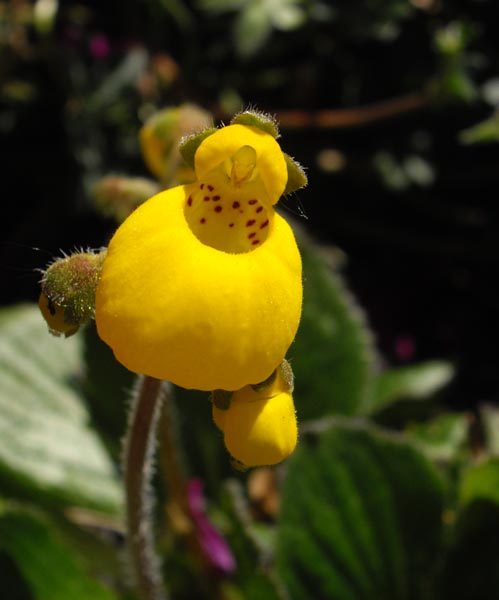
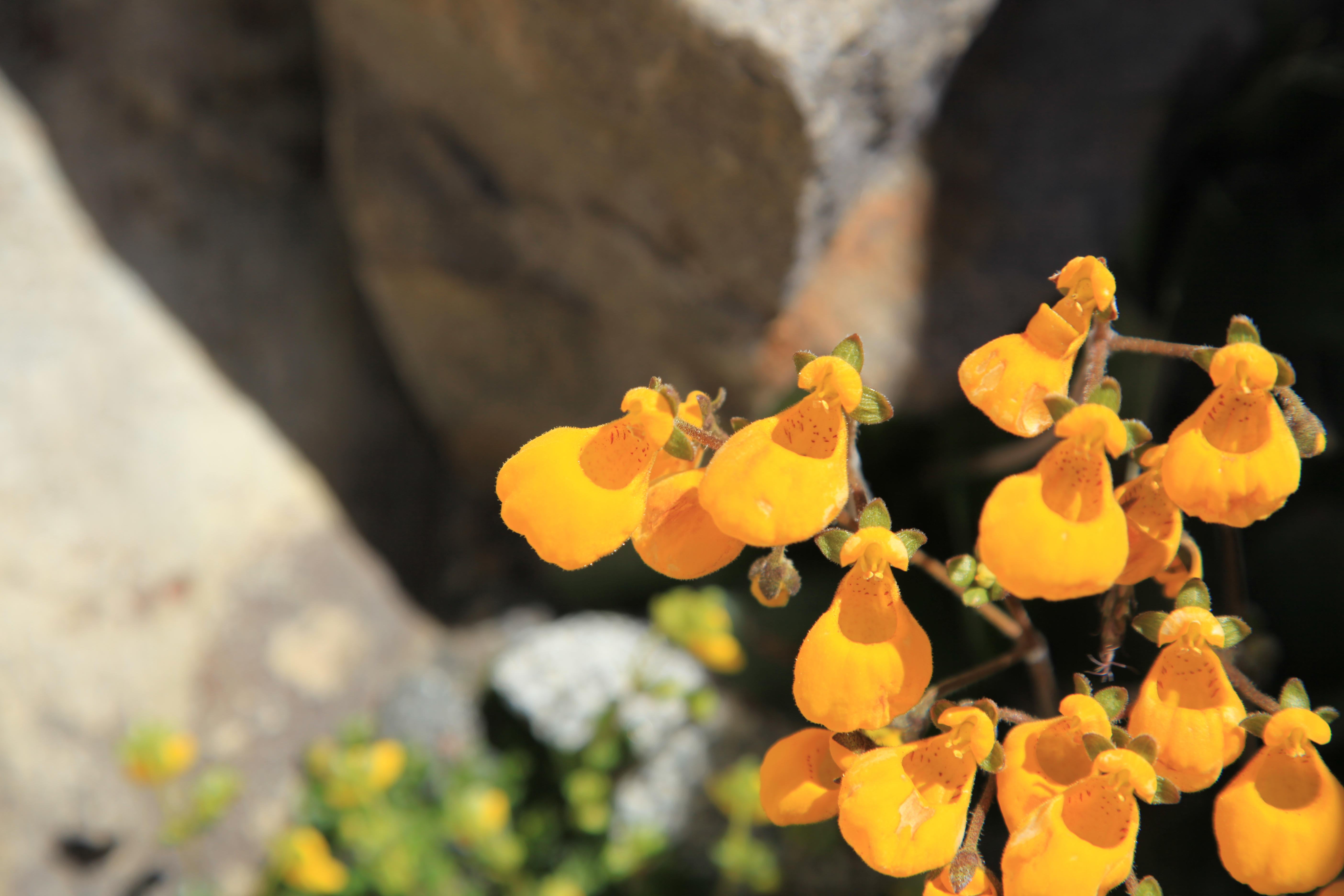